# Tadeusz Luty
Tadeusz Michał Luty (ur. 16 września 1942 w Hucie Krzeszowskiej) – polski chemik i nauczyciel akademicki, profesor nauk chemicznych, rektor Politechniki Wrocławskiej (2002–2008).

## Życiorys
W 1965 ukończył studia chemiczne na Politechnice Wrocławskiej. Na tej samej uczelni w 1968 uzyskał stopień doktora nauk chemicznych. Habilitował się w 1972 na Wydziale Chemicznym PWr na podstawie rozprawy zatytułowanej Dynamika sieci kryształów molekularnych. W 1980 otrzymał tytuł profesorski w zakresie nauk chemicznych. Specjalizuje się w zakresie fizykochemii ciała stałego.
Zawodowo związany z Politechniką Wrocławską (1965–1969 i od 1972). Od 2002 przez dwie kadencje (do 2008) pełnił funkcję rektora tej uczelni. Pracuje w Instytucie Chemii Fizycznej i Teoretycznej na Wydziale Chemicznym. Gościnnie wykładał na licznych uczelniach zagranicznych w USA, Francji i Japonii. Został członkiem rad naukowych Instytutu Fizyki Molekularnej PAN oraz Instytutu Niskich Temperatur i Badań Strukturalnych im. Włodzimierza Trzebiatowskiego PAN, wchodził w skład organów doradczych przy ministrze nauki i szkolnictwa wyższego. Był przewodniczącym Konferencji Rektorów Akademickich Szkół Polskich, następnie powołany na honorowego przewodniczącego KRASP. Od 2011 członek Academia Europaea.
W 2008 współtworzył stowarzyszenie Dolny Śląsk XXI, w którym zasiadł w radzie programowej. W 2009 został doradcą prezydenta Wrocławia ds. współpracy z uczelniami wyższymi. W 2011 z ramienia komitetu wyborczego wyborców sygnowanego nazwiskiem Rafała Dutkiewicza bez powodzenia ubiegał się o mandat senatora.

## Odznaczenia i wyróżnienia
W 2012 prezydent Bronisław Komorowski odznaczył go Krzyżem Oficerskim Orderu Odrodzenia Polski. W 2008 został wyróżniony Srebrnym Medalem „Zasłużony Kulturze Gloria Artis”.
W 2007 otrzymał doktorat honoris causa Akademii Wychowania Fizycznego we Wrocławiu oraz Medal PAN im. Mikołaja Kopernika, a w 2008 Order Świętego Sylwestra.